# Джан-Шоро
Джан-Шоро (кирг. Жан-Шоро) — село в Узгенском районе Ошской области Кыргызстана. Входит в состав Кароолского аильного округа. Код СОАТЕ — 41706 255 832 02 0

## Население
По данным переписи 2023 года, в селе нет населения.